# Сливочное масло
Сли́вочное ма́сло — пищевой продукт, изготавливаемый сепарированием или сбиванием сливок, полученных из коровьего молока, реже — из молока другого крупного и мелкого рогатого скота. Имеет высокое содержание молочного жира — 50—82,5 % (чаще — 72,5—82,5 %; в топлёном масле — около 99 %).
Принципиальное отличие сливок от сливочного масла состоит в соотношении жира и воды. Сливочное масло является эмульсией (разновидность дисперсной системы), в которой вода является дисперсной фазой, а жир — дисперсионной средой. В сливках жир является дисперсной фазой, а вода — дисперсионной средой.

## Применение
| Уровень годового потребления масла в некоторых странах (кг/чел/год, 2015) | Уровень годового потребления масла в некоторых странах (кг/чел/год, 2015) | Уровень годового потребления масла в некоторых странах (кг/чел/год, 2015) | Уровень годового потребления масла в некоторых странах (кг/чел/год, 2015) | Уровень годового потребления масла в некоторых странах (кг/чел/год, 2015) |
| ------------------------------------------------------------------------- | ------------------------------------------------------------------------- | ------------------------------------------------------------------------- | ------------------------------------------------------------------------- | ------------------------------------------------------------------------- |
| Франция                                                                   |                                                                           |                                                                           | 8                                                                         |                                                                           |
| Германия                                                                  |                                                                           |                                                                           | 6                                                                         |                                                                           |
| Исландия                                                                  |                                                                           |                                                                           | 5,8                                                                       |                                                                           |
| Чехия                                                                     |                                                                           |                                                                           | 5,5                                                                       |                                                                           |
| Швейцария                                                                 |                                                                           |                                                                           | 5,4                                                                       |                                                                           |
| Новая Зеландия                                                            |                                                                           |                                                                           | 4,9                                                                       |                                                                           |
| Индия                                                                     |                                                                           |                                                                           | 3,8                                                                       |                                                                           |
| Великобритания                                                            |                                                                           |                                                                           | 3,2                                                                       |                                                                           |
| США                                                                       |                                                                           |                                                                           | 2,6                                                                       |                                                                           |
| Италия                                                                    |                                                                           |                                                                           | 2,4                                                                       |                                                                           |
| Россия                                                                    |                                                                           |                                                                           | 2,3                                                                       |                                                                           |
| Иран                                                                      |                                                                           |                                                                           | 1                                                                         |                                                                           |
| Бразилия                                                                  |                                                                           |                                                                           | 0,4                                                                       |                                                                           |
| Кения                                                                     |                                                                           |                                                                           | 0,4                                                                       |                                                                           |
| Китай                                                                     |                                                                           |                                                                           | 0,1                                                                       |                                                                           |
| Источник: Le Monde                                                        |                                                                           |                                                                           |                                                                           |                                                                           |

Сливочное масло почти не используется как самостоятельный продукт питания (как отдельное блюдо). Обычно его используют в комбинации с другими продуктами (хлеб с маслом, бутерброды, добавка в кашу) или как составную часть при изготовлении более сложных блюд (в тесто, кремы, супы). Сливочное масло может служить средой для обжаривания других продуктов.

## Свойства
Как пищевой продукт, сливочное масло обладает высокой калорийностью (традиционное масло — 748 ккал / 100 г), легко усваивается организмом (91 %). Основные физические параметры: температура плавления — 32-35 °C, температура затвердевания — 15-24 °C, удельная теплота сгорания — 32,7 МДж/кг.
В состав сливочного масла входят также содержащиеся в молоке белки, углеводы, некоторые водорастворимые витамины, минеральные вещества и вода (эта нежировая часть называется плазмой масла). Сливочное масло содержит витамин A (в среднем, 0,6 мг%) и витамин D (0,002-0,008 мг% в летнем, 0,001-0,002 мг% в зимнем). Летнее масло содержит также каротин (0,17-0,56 мг%). Сливочное масло содержит токоферолы (2-5 мг%), а также трансжиры (около 3 %) и холестерин.

## Виды
В зависимости от типа используемых сливок, сливочное масло делится на:
- сладкосливочное, производимое из пастеризованных свежих сливок;
- кислосливочное, производимое из пастеризованных сливок, сквашенных молочнокислыми заквасками (что придаёт маслу специфические вкус и аромат).

Для производства этих двух типов сливки пастеризуют при температуре 85-90 °C. Вологодское масло изготавливают из свежих сливок, пастеризованных при более высоких температурах (97-98 °C).
В зависимости от наличия или отсутствия поваренной соли, масло делится на солёное и несолёное.
В зависимости от массовой доли жира, в России принята следующая классификация масла:
- Традиционное, массовая доля жира — 82,5 %;
- Любительское, массовая доля жира — 80 %;
- Крестьянское, массовая доля жира — 72,5 %;
- Бутербродное, массовая доля жира — 61 %;
- Чайное, массовая доля жира — 50 %.

В зависимости от массовой доли жира, в масле допускается использовать:
- Для Традиционного, Любительского и Крестьянского — поваренную соль, пищевой краситель каротин, бактериальные препараты и концентраты молочнокислых микроорганизмов;
- Для Бутербродного и Чайного — пищевой краситель каротин, ароматизаторы, витамины A, D, E, консерванты, стабилизаторы консистенции и эмульгаторы, бактериальные препараты и концентраты молочнокислых микроорганизмов.

Масла с наполни́телями изготавливают из свежих сливок с добавлением в качестве вкусовых и ароматических веществ какао, мёда, ванилина и сахара, натуральных фруктово-ягодных соков.
Из сливочного масла делают также топлёное масло, вытапливая из сливочного масла молочный жир и отделяя его от сопутствующих примесей.
Сливочное масло производят двумя способами: сбиванием заранее подготовленных 30-45 % сливок в маслоизготовителях периодического и непрерывного действия и преобразованием сливок высокой жирности в специальных аппаратах-маслообразователях.
Масло изготовляется не только из коровьего молока, в некоторых странах его делают из молока овец, коз, буйволиц, яков (см. Масло из молока яка) и зебу (Индия, государства Африки).

## Оценка качества масла
Масло коровье кушай на здоровье.
В соответствии с ГОСТом, качество масла оценивается по 20-балльной шкале. Оценка суммируется из оценок за вкус и запах (максимум — 10 баллов), консистенцию и внешний вид (5 баллов), цвет (2 балла), упаковка и маркировка (3 балла).
По органолептическим показателям масло подразделяют на первый и высший сорт. Для высшего сорта общая оценка должна быть 17-20 баллов (вкус и запах — не менее 8 баллов). Для первого сорта общая оценка — 11-16 баллов (вкус и запах — не менее 5 баллов).
Масло с общей оценкой менее 11 баллов не должно поступать в продажу.
Всемирная организация здравоохранения в 2005 году рекомендовала уменьшить потребление сливочного масла и молочных продуктов с высоким содержанием жира для снижения риска заболеваний сердца. Суточная норма сливочного масла для здорового человека составляет 10 г. Низкая доля продукта в рекомендуемом врачами ежедневном рационе связана с тем, что при чрезмерном употреблении молочного жира, который содержится в сливочном масле, повышается уровень холестерина и риск заболеваний сердечно-сосудистой системы. В сливочном масле высокое содержание холестерина — около 200 мг / 100 г (допустимая суточная норма составляет 300 мг).

### Содержание токсичных веществ и патогенных микроорганизмов
Сливочное масло может содержать токсичные вещества, опасные для здоровья человека.
Так, исследования образцов сливочного масла проводилось по определению потенциально опасных веществ: микотоксинов, антибиотиков, токсичных элементов, пестицидов, радионуклидов, микроорганизмов с использованием стандартных методов исследования и современных приборов с трёхкратной повторностью.
Содержание свинца находилось в пределах от 0,042 до 0,0112 мг/кг (допустимый уровень 0,1 мг/кг, не более) в различных видах исследованного сливочного масла. В образцах сливочного масла было выявлено их значение не менее 0,0020 мг/кг ртути (допустимый уровень ртути 0,03 мг/кг не более) и менее 0,020 мг/кг кадмия (допустимый уровень кадмия — не более 0,03 мг/кг). Экспертизой образцов сливочного масла по определению содержания мышьяка было определено, что содержание мышьяка не превышало допустимых норм и находилось в пределах от 0,0020 до 0,0393 мг/кг (допустимый уровень мышьяка — 0,1 мг/кг).
Установлено, что при исследовании образцов сливочного масла по показателям безопасности токсичные элементы (свинец, кадмий, мышьяк, ртуть), остаточное количество пестицидов (ГХЦГ, ДДТ), токсины (афлатоксин М1), радионуклиды (цезий — 137, стронций — 90) обнаружены во всех образцах, но их содержание не превышало допустимых норм.
При исследовании образцов сливочного масла по микробиологическим показателям было определено, что содержание КМАФАнМ дрожжей и плесеней в сумме не превышало допустимых норм; наличие антибиотиков БГКП, S. aureus, патогенных, в том числе сальмонеллы, L. monocytogenes обнаружено не было.
Технический регламент Таможенного союза «О безопасности молока и молочной продукции» (ТР ТС 033/2013) устанавливает допустимый уровень микроорганизмов и токсических веществ в сливочном масле.
Допустимые уровни содержания микроорганизмов в продуктах переработки молока при выпуске их в обращение.
| Продукт                                                                                     | Продукт            | КМАФАнМ* , КОЕ**/ см3 (г), не более | Объем (масса) продукта, см3 (г), в которой не допускаются | Объем (масса) продукта, см3 (г), в которой не допускаются | Объем (масса) продукта, см3 (г), в которой не допускаются | Объем (масса) продукта, см3 (г), в которой не допускаются | Дрожжи (Д), плесени (П), КОЕ/см3 (г), не более |
| Продукт                                                                                     | Продукт            | КМАФАнМ* , КОЕ**/ см3 (г), не более | БГКП *** (коли- формы)                                    | патогенные, в том числе сальмонеллы                       | стафилококки S.aureus                                     | листерии L.monocytogenes                                  | Дрожжи (Д), плесени (П), КОЕ/см3 (г), не более |
| Масло из коровьего молока: сливочное (сладкосливочное, кислосливочное, соленое, несоленое): | А) без компонентов | 1 х 105                             | 0,01                                                      | 25                                                        | 0,1                                                       | 25                                                        | 100 в сумме                                    |
| Масло из коровьего молока: сливочное (сладкосливочное, кислосливочное, соленое, несоленое): | Б) С компонентами  | 1 х 105                             | 0,01                                                      | 25                                                        | 0,1                                                       | 25                                                        | Д-100 П-100                                    |
| Масло из коровьего молока: сливочное (сладкосливочное, кислосливочное, соленое, несоленое): | В) Стерилизованное | -                                   | -                                                         | -                                                         | -                                                         | -                                                         | -                                              |
| Масло топленое                                                                              | Масло топленое     | 1 х 103                             | 1,0                                                       | 25                                                        | -                                                         | -                                                         | П-200                                          |
| Масло сухое                                                                                 | Масло сухое        | 1 х 105                             | 0,01                                                      | 25                                                        | 0,1                                                       | 25                                                        | 100 в сумме                                    |
| Молочный жир                                                                                | Молочный жир       | 1 х 103                             | 1,0                                                       | 25                                                        | -                                                         | -                                                         | П-200                                          |

*КМАФАнМ — количество мезофильных аэробных и факультативно-анаэробных микроорганизмов.
**КОЕ — колониеобразующие единицы.
***БГКП — бактерии группы кишечных палочек.
Допустимые уровни окислительной порчи и содержания потенциально опасных веществ в сливочном масле.
|                                               | Потенциально опасные вещества и показатели окислительной порчи | Потенциально опасные вещества и показатели окислительной порчи | Допустимые уровни, мг/кг (л), не более (для сухих продуктов — в пересчете на восстановленный продукт) |
| Масло сливочное, паста масляная высшего сорта | *ДДТ и его метаболиты                                          | *ДДТ и его метаболиты                                          | 0,33                                                                                                  |
| Масло сливочное, паста масляная высшего сорта | кислотность жировой фазы                                       | кислотность жировой фазы                                       | 2,5 K                                                                                                 |
| Масло сливочное, паста масляная высшего сорта | токсичные элементы:                                            | свинец                                                         | 0,1                                                                                                   |
| Масло сливочное, паста масляная высшего сорта | токсичные элементы:                                            | мышьяк                                                         | 0,1                                                                                                   |
| Масло сливочное, паста масляная высшего сорта | токсичные элементы:                                            | кадмий                                                         | 0,03                                                                                                  |
| Масло сливочное, паста масляная высшего сорта | токсичные элементы:                                            | ртуть                                                          | 0,03                                                                                                  |
| Масло сливочное, паста масляная высшего сорта | пестициды (в пересчете на жир):                                | гексахлорциклогексан (альфа-, бета-, гамма-изомеры)            | 0,2                                                                                                   |
| Масло сливочное, паста масляная высшего сорта | пестициды (в пересчете на жир):                                | ДДТ и его метаболиты                                           | 0,2                                                                                                   |